# Tillandsia violascens
Tillandsia violascens là một loài thuộc chi Tillandsia. Đây là loài bản địa của Bolivia.